# Lecythis ollaria
Lecythis ollaria là một loài thực vật linhin thuộc họ Lecythidaceae.
Loài này có ở Brasil và Venezuela.